# José Francisco de Mendoça Valdereis
Pour les articles homonymes, voir Mendoça.
José Francisco Miguel António de Mendoça Valdereis (né le 2 octobre 1725 à Lisbonne et mort le 11 février 1818 dans la même ville) est un cardinal portugais du XVIIIe et du début du XVIIIe siècle. 

## Biographie
De Mendoça est nommé patriarche de Lisbonne en 1788. Le pape Pie VII le crée cardinal lors du consistoire du 7 avril 1788. Il ne participe pas au conclave de 1799-1800.